# ミラッツォの戦い (1718年)
ミラッツォの戦い（ミラッツォのたたかい、イタリア語: Battaglia di Milazzo）は、四国同盟戦争中の1718年10月15日、シチリア王国のミラッツォ近くで戦われた、オーストリア軍とスペイン軍の間の戦闘。

## 背景
スペイン継承戦争でイタリア領を失ったスペイン王フェリペ5世はそれを奪回すべく、1717年8月にオーストリア領のサルデーニャ王国に侵攻、1718年7月にはサヴォイア公の領地となったシチリア王国に侵攻した。
彼はフランス王ルイ14世の死後、フランス王国で権力の真空が発生したことと、オーストリアが墺土戦争で手いっぱいだったことを利用した。しかし、1718年7月21日にパッサロヴィッツ条約で墺土戦争が終結、8月2日には反スペインの四カ国同盟がオーストリア、グレートブリテン王国、ネーデルラント連邦共和国、フランスの間で成立した。
8月11日、パッサロ岬の海戦でサー・ジョージ・ビング率いるイギリス艦隊が宣戦布告せずにスペイン艦隊に攻撃、壊滅させた。10月13日、このイギリス艦隊はナポリにおいてオーストリアからの副王ヴィリッヒ・フィリップ・ロレンツ・フォン・ダウンが編成したオーストリア軍を載せてミラッツォ近くで上陸させ、スペイン軍による包囲を解こうとした。これにより10月15日に戦闘が生起した。

## 戦闘
オーストリア軍は朝早くに攻撃し、スペイン軍は不意を突かれた。スペインの2個竜騎兵連隊（バタヴィアとルシタニア）はオーストリア軍の攻撃を止め、残りのスペイン軍に戦闘を準備する時間を稼いだ。両連隊は殲滅されたが、彼らの犠牲でレーデ侯爵は反撃に移った。オーストリア軍は押し返され、スペイン軍は逃走するオーストリア軍を追撃して、その多くを殺傷した。

## その後
オーストリア軍は死傷者1,500人と捕虜300人の損害を出し、スペイン軍は死傷者1,500人と捕虜200人の損害を出した。スペイン軍はメッシーナを占領したが、レーデ侯爵はこの機会に乗じてオーストリア軍をシチリア島から追い出すことをしなかったため、オーストリア軍はミラッツォ近くの橋頭堡を維持した。この橋頭堡とパッサロ岬の海戦で制海権を握ったことにより、オーストリア軍は翌年にさらに軍を派遣、フランカヴィッラの戦いでスペイン軍と再び戦った。